# Esme Simiriotou
Esme Simiriotou (griechisch Εσμέ Σημηριώτου, * 1884; † 10. Oktober 1982) war eine griechische Tennisspielerin.

## Leben
Sie gewann bei den Olympischen Zwischenspielen 1906 in Athen die Goldmedaille im Dameneinzel. Nach einem Freilos in der ersten Runde besiegte sie im Halbfinale Aspasia Matsa, ehe sie im Endspiel ihre Landsfrau Sophia Marinou in drei Sätzen schlug. Im Mixed-Doppel spielte sie an der Seite von Nikolaos Zarifis. Sie schieden nach einem Freilos in der ersten Runde im Halbfinale des Bewerbs gegen Aspasia Matsa und Xenophon Kasdaglis aus. Sie ist die Schwester von Georgios Simiriotou, der ebenfalls 1906 Silber im Mixed gewann. Ihre Mutter war Nachfahrin einer wohlhabenden Familie von Georgios Zarifis, die im Bankengewerbe arbeitete. Deswegen besteht ebenfalls ein Verwandtschaftsverhältnis zu Nikolaos Zarifis, einem weiteren Tennisspieler derselben Spiele, sowie dessen Cousin Leonidas Zarifis.